# 井上うに
井上 うに（いのうえ うに、生年月日不詳）本名：井上 禎（いのうえ　ただし）は、日本のレコーディング&ミキシング・エンジニア、音楽プロデューサー、ソングライター・編曲家、演奏者。
本名の「井上禎」名義でデビューし、1980年代から1990年代にかけて「井上"uni"禎」名義で活動がした。
椎名林檎との仕事でのみ井上雨迩（いのうえ うに）の名義を使用。
所属事務所はアイ・トゥ・アイ・コミュニケーションズ。

## 人物
さまざまな音楽家の作品にレコーディング・エンジニアとして携わりながら、作曲・作詞・編曲も手がける。
エレクトリックベースやエレクトリック・ギターのような一般的な楽器から民族楽器まで幅広い種類の楽器を演奏できるマルチプレイヤーである。
世界各地の民族楽器を数多く所有しているコレクターである。

## 主な仕事

### 國府田マリ子
プロデュースの他、作詞・作曲・編曲を手がける。編曲に亀田誠治も参加している。
| アルバム - 『Happy!Happy!Happy!』 - 『なんでだってば!?』 - 『だいすきなうた』 - 『やってみよう』 - 『そら』 - 『あいたくて』 - 『この空からきこえる』 - 『音いろえんぴつ〜十二色〜』 - 『メトロノーム』 - 『ビタミンぱんちっ!』 | その他 - 「だいすきなうた（Mariko Version）」（『My Best Friend 2』収録） |

### 椎名林檎
プロデュースの他、編曲やプログラミング、楽器演奏なども手がける。
| シングル - 「本能」 - 「ギブス」 - 「罪と罰」 - 「真夜中は純潔」 - 「茎 (STEM) 〜大名遊ビ編〜」 - 「りんごのうた」 - 「カリソメ乙女 DEATH JAZZ ver.」 - 「この世の限り」（「椎名林檎×斎藤ネコ＋椎名純平」名義） - 「カーネーション」 - 「ジユーダム」 - 「目抜き通り」（「椎名林檎とトータス松本」名義） | アルバム - 『勝訴ストリップ』 - 『唄ひ手冥利〜其ノ壱〜』 - 『加爾基 精液 栗ノ花』 - 『平成風俗』 - 『三文ゴシップ』 - 『逆輸入 〜港湾局〜』 - 『日出処』 | その他 - 「翳りゆく部屋」 - 「スピカ」 - 「13 jours au Japon 〜2020日本の夏〜」 - 「おとなの掟」 |

### 東京事変
プロデュースを手掛ける。
| シングル - 「群青日和」 - 「遭難」 - 「修羅場」 - 「OSCA」 - 「キラーチューン」 - 「閃光少女」 - 「能動的三分間」 - 「天国へようこそ」 - 「ドーパミント!」 - 「空が鳴っている/女の子は誰でも」 | アルバム - 『教育』 - 『大人』 - 『娯楽』 - 『スポーツ』 - 『大発見』 - 『color bars』 |

### 上記以外のアーティスト
特記が無い場合はレコーディング・エンジニアとして参加。
- Aooo：アルバム『Aooo』
- 赤い公園：シングル「風が知ってる/ひつじ屋さん」「絶対的な関係/きっかけ/遠く遠く」「絶対零度」「オレンジ/pray」、アルバム『消えない - EP』『THE PARK』
- アカシック：アルバム『エロティシズム』[1]
- Ado：シングル「行方知れず」
- 1-E（イチノイー）：アルバム『Answer』（プロデュース）
- indigo la End：アルバム『濡れゆく私小説』内「通り恋」「砂に紛れて」「Midnight indigo love story」
アルバム『夜行秘密』内「夜行」「華にブルー」「フラれてみたんだよ」「晩生」「固まって喜んで」「夜光虫」
アルバム『哀愁演劇』内「愉楽」「瞳のアドリブ」「ヴァイオレット」「ラブ feat. pH-1」「パロディ」「邦画」｢Gross｣（｢Gross｣はミックスのみ）
- wash?[注 11]：シングル「ナナイロ」、アルバム『真昼の月は所在なく霞んでる』（プロデュース）
- Walrus：アルバム『Walrus』（プロデュース）
- Official髭男dism：シングル「ノーダウト」、ミニアルバム『レポート』、EP『Stand By You EP』[3]
- オワリカラ：シングル「さよなら女王陛下」、アルバム『Q&A』（共同プロデュース）[4]
- きのこ帝国：シングル「東京」[5]「桜が咲く前に」[6]、アルバム『愛のゆくえ』（表題曲「愛のゆくえ」）[7]
- 桐嶋ノドカ：アルバム『round voice』
- 月光グリーン：アルバム『雪月花』
- SOPHIA：アルバム『未来大人宣言』
- ナチュラル ハイ：シングル「君がくれた日」
- 林原めぐみ：シングル「薄ら氷心中」「今際の死神」
- People In The Box[注 12]：アルバム『Citizen Soul』『Ave Materia』『Weather Report』
- めいちゃん：シングル「ズルい幻」「あっけない」
- FLOWER FLOWER：アルバム『実』『スポットライト』
- 星村麻衣：シングル「ひまわり」
- L'Arc〜en〜Ciel：アルバム『REAL』収録曲「bravery」
- Rei：シングル「CRY」
- レミオロメン：「ロックンロール」（『花鳥風月』収録曲）

## 関連人物
- 崎谷健次郎
  - 1987年のメジャー・デビュー以降の作品のレコーディング・エンジニアに井上禎として参加。崎谷がプロデュースした谷村有美のシングル『ときめきをBelieve』では井上"uni"禎名義で参加している。
- 亀田誠治
  - 亀田が編曲したアーティストの作品にレコーディング・エンジニアとして多数参加している。声優の國府田マリ子、椎名林檎、赤い公園などの作品で一緒に仕事をすることが多く、椎名に井上を引き合わせたのも亀田である。
- 國府田マリ子
  - シングル『みみかきをしていると』から参加。レコーディングの他にも作曲・編曲を担当し、國府田と共同で作詞も手がけている。
- 椎名林檎および東京事変
  - 亀田誠治からの紹介以降、椎名林檎と長年の仕事上のパートナー。初仕事は1999年発売の松任谷由実トリビュート・アルバム『Dear Yuming』収録の「翳りゆく部屋」のカバーのレコーディング。以後、椎名のシングル「本能」からバンド東京事変まで、全作品のレコーディング・エンジニアを担当。また東京事変以降のソロ作品でも仕事をしている。椎名の3rdアルバム『加爾基 精液 栗ノ花』と4thアルバム『三文ゴシップ』では、椎名と「化猫（バケネコ）キラー」という音楽ユニットを組んで共同プロデュースを担当。『加爾基 精液 栗ノ花』ではそれ以外にも編曲や楽器演奏を行い、ギターやベースなどの一般的な楽器の他、リュート、マンドリン、シタールなど世界各国の民族楽器を演奏してマルチプレイヤーぶりを発揮している。東京事変の作品ではアルバム「教育」収録の「御祭騒ぎ」、シングル「修羅場」等、作品によってはプログラミングも担当している。